# Geoff Murphy
Pour les articles homonymes, voir Murphy.
Geoffrey Peter Murphy, dit Geoff Murphy, est un acteur, producteur, réalisateur et scénariste néo-zélandais, né le 12 octobre 1938 à Wellington en Nouvelle-Zélande et mort le 3 décembre 2018 en Nouvelle-Zélande.

## Biographie
Murphy a grandi dans la banlieue de Wellington, à Highbury, et a fréquenté l'école St. Vincent de Paul de Kelburn et le St. Patrick's College de Wellington avant de se former et de travailler en tant qu'instituteur [2].
Murphy était l'un des membres fondateurs de la coopérative musicale et théâtrale hippie Blerta, qui a fait la tournée de la Nouvelle-Zélande et de l'Australie pour présenter des spectacles multimédias au début des années 1970 [3].
Blerta a ensuite eu la possibilité de créer sa propre série télévisée, ce qui a donné naissance à ce que l'on pourrait appeler le premier long métrage de Murphy, Wild Man, d'une durée de 75 minutes. Un certain nombre de membres de Blerta travailleraient sur les films de Murphy, y compris le batteur et fondateur de Blerta, Bruno Lawrence, qui avait des rôles principaux dans Utu et The Quiet Earth.

### Les premiers films
Murphy s'est fait connaître avec le road movie Goodbye Pork Pie (1981), le premier film néo-zélandais à attirer un large public dans son pays d'origine. Fabriqué avec un petit budget, le film suivait trois personnes voyageant du sommet de l’île du Nord au bas de l’île du Sud, devenant de plus en plus infamies au fil du temps. Murphy a réalisé le film et l'a coproduit avec Nigel Hutchinson. [4] Murphy dirigea ensuite le Māori Western Utu (1983) et la pièce "The Quiet Earth" (Le Dernier Survivant) (1985) [5].

### Hollywood
Dans les années 1990 
Murphy travaillait hors de la Nouvelle-Zélande, principalement aux États-Unis, depuis une décennie. Au cours de cette période, il a réalisé des films tels que le western Young Guns 2 avec notamment Christian Slater, Kiefer Sutherland et Emilio Estevez, acteur qu'il retrouve pour Freejack avec aussi Mick Jagger et Rene Russo. En 1993, Il réalise pour HBO le thriller Angle mort avec Rebecca de Mornay et Rutger Hauer. En 1995, il met en scène Steven Seagal dans le film Piège à grande vitesse. Ce dernier a été son film le plus populaire au box-office international, réalisant plus de 100 millions de dollars américains de recette dans le monde [6].

### Retour en Nouvelle-Zélande
Murphy retourna en Nouvelle-Zélande et assista Peter Jackson sur les films du Seigneur des anneaux. a réalisé un film documentaire relatant le phénomène Blerta; et a dirigé le thriller Spooked, mettant en vedette Cliff Curtis. [5] À la fin des années 2000, il a dirigé la série télévisée néo-zélandaise Welcome to Paradise [7], a travaillé sur la sortie remasterisée de Goodbye Pork Pie sur DVD et a été directeur de la 2e unité dans XXX: State of the Union. [5]
En 2013, Murphy a reçu le Lifetime Achievement Award aux 2013 Rialto Channel New Zealand Film Awards. [8] La même année a vu la sortie d'une version restaurée et rééditée de son film le plus ambitieux, Utu, sous le titre Utu Redux.
Murphy a été nommé officier de l'ordre du Mérite de la Nouvelle-Zélande pour services rendus au cinéma, lors de la cérémonie du Nouvel An de 2014 [9] [10]. La même année, il obtint un doctorat honorifique en littérature de l'université Massey [11].
Murphy est décédé le 3 décembre 2018.

## Filmographie

### Comme réalisateur
- 1977 : Wild Man
- 1977 : Dagg Day Afternoon (en)
- 1981 : Goodbye Pork Pie
- 1983 : Utu
- 1985 : Le Dernier Survivant (The Quiet Earth)
- 1988 : Morts en sursis (en) (Never Say Die)
- 1989 : Red King, White Knight (en) (TV)
- 1990 : Young Guns 2 (Young Guns II)
- 1992 : Freejack
- 1993 : Angle mort (Blind Side) (TV)
- 1993 : The Last Outlaw (en) (TV)
- 1995 : Piège à grande vitesse (Under Siege 2: Dark Territory)
- 1996 : Don't Look Back (TV)
- 1999 : Fortress 2 : Réincarcération (Fortress 2)
- 2000 : L'Homme traqué (en) (Race Against Time) (TV)
- 2001 : Blerta Revisited
- 2004 : Spooked (en)

### Comme scénariste
- 1977 : Wild Man
- 1977 : Dagg Day Afternoon
- 1981 : Goodbye Pork Pie
- 1983 : Utu
- 1985 : Mr. Wrong (en)
- 1988 : Never Say Die
- 2004 : Spooked

### Comme producteur
- 1981 : Goodbye Pork Pie
- 1983 : Utu
- 1988 : Never Say Die
- 1988 : Mauri (en)
- 1997 : Le Pic de Dante (Dante's Peak)
- 2001 : Blerta Revisited
- 2004 : Spooked

### Comme acteur
- 1983 : Utu : Wagon Driver
- 1988 : Never Say Die : Jack
- 1988 : Mauri (en) : Mr. Semmens
- 2004 : Spooked : Fred